# Akureyri Kunstmuseum
Akureyri Kunstmuseum (islandsk Listasafnið á Akureyri) er et kunstmuseum i landets fjerdestørsteby Akureyri, som blev etableret i 1993. Museet ligger i midten byen, i en tidligere mejeribygning, der er et godt eksempel på bauhaus-arkitektskolen.
Blandt de kunstnere, der er udstillet på museet er de islandske kunstnere Erró, Kjarval og Louisa Matthíasdóttir, den amerikanske kunstner Spencer Tunick, den israelske videokunstner Guy Ben-Ner og den franske fotograf Henri Cartier-Bresson.
Museet har været vært for Icelandic Visual Arts Awards siden 2006, hvor den blev uddelt første gang.